# My Aim Is True
My Aim Is True is het eerste studioalbum van de Britse zanger-songwriter Elvis Costello. Dit album werd zowel door critici als door het publiek zeer positief ontvangen.

## Muzikanten
- Elvis Costello – zang, gitaar, piano en percussie op Mystery dance
- John McFee – solo gitaar, pedaal steelgitaar, achtergrondzang
- Sean Hopper – piano, orgel, achtergrondzang
- Johnny Ciambotti – bas, achtergrondzang
- Mickey Shine – drums
- Stan Shaw – orgel op Less than zero
- Nick Lowe – achtergrondzang, piano, percussie en bas op Mystery dance
- Andrew Bodnar – bas op Watching the detectives
- Steve Goulding – drums op Watching the detectives
- Steve Nieve – orgel en piano overdubs op Watching the detectives

De begeleidingsband van Elvis Costello bestond tijdens de opnames van zijn debuutalbum uit leden van de Amerikaanse country rock band Clover. Sommige bandleden zijn later toegetreden tot Toto, Huey Lewis and the News, The Doobie Brothers en de begeleidingsband van Lucinda Williams. De band Clover werd in 1978 opgeheven. Op dit album staan de bandleden niet vermeld, omdat ze elders contractuele verplichtingen hadden. Elvis Costello heeft de band overigens pas in de geluidsstudio leren kennen.

## Muziek
De muziek van dit album is een mengeling van jaren zeventig pub rock, new wave en punk met jaren vijftig rock-'n-roll. De nummers hebben veelal toegankelijke melodieën en aanstekelijke refreinen. Het album begint met het korte, pittige Welcome to the working week, dat slechts anderhalve minuut duurt. Ook de meeste andere nummers zijn kernachtig en korter dan drie minuten. Blame it on Cain, Pay it back en Sneaky Feelings zijn pop/rock nummers, (The angels wanna wear my) red shoes en Less than zero zijn beïnvloed door muziek uit de jaren zestig. Waiting for the end of the world en Miracle man hebben kenmerken van punk en new wave met een knipoog naar de rock & roll en Mystery dance is een rock & roll nummer met punk invloeden. De ballad Alison is een rustpunt op het album, met lome jazzy gitaarmuziek. Alle nummers zijn geschreven door Elvis Costello.

### Kant een
1. Welcome to the working week – 1:22
2. Miracle man – 3:31
3. No dancing – 2:39
4. Blame It on Cain – 2:49
5. Alison – 2:54
6. Sneaky feelings – 2:09

### Kant twee
1. (The angels wanna wear my) red shoes – 2:47
2. Less than zero – 3:15
3. Mystery dance – 1:38
4. Pay It back – 2:33
5. I'm not angry – 2:57
6. Waiting for the end of the world – 3:22

Watching the detectives (uitgebracht op single in oktober 1977) stond niet op de oorspronkelijke Britse uitgave van dit album, maar werd toegevoegd aan de Amerikaanse versie.

## Album
My Aim Is True is opgenomen in zes nachtelijke sessies in de Pathway Studio in Londen. In deze studios zijn onder meer ook albums opgenomen van Link Wray, the Damned en the Motors. Ook de eerste demo/single van Sultans of Swing van Dire Straits is hier opgenomen. My Aim Is True is geproduceerd door de Britse singer/songwriter, musicus en producer Nick Lowe die onder meer platen heeft gemaakt met Graham Parker and the Rumour en Dave Edmunds. De geluidstechnicus was Barry “Baza” Farmer.
Het album is op 22 juli 1977 in Groot-Brittannië en Europa uitgebracht op Stiff Records, een onafhankelijk platenlabel dat zich met name bezig hield met punk en new wave artiesten. Op Stiff Records zijn onder meer platen uitgebracht van Ian Dury & the Blockheads, Wreckless Eric, Madness en Lene Lovich. In de Verenigde Staten is het album uitgebracht op Columbia Records. Dat is een van de oudste platenmaatschappijen in de wereld, opgericht in 1888. Het album is vanaf 1986 ook op Compact Disc verkrijgbaar.
In de loop der jaren zijn er drie her-uitgaves van dit album verschenen. Gedetailleerde informatie over deze heruitgaven is te vinden in de discografie van Discogs (zie: externe links).  
- In 1993 is op het Rykodisc label een heruitgave verschenen van het originele album met tien bonustracks waaronder de single Watching the detectives.
- In 2001 is op het Rhino label een heruitgave verschenen met dertien bonustracks. Deze Rhino-versie bevat twee CD’s . Op disc een staat het originele Britse album plus Watching the detectives en op disc twee staan bonustracks.
- In 2007 is op het HIP-O label een Deluxe Editie verschenen, bestaande uit twee discs. De eerste disc bevat 25 tracks en op disc twee staan concert opnamen van Elvis Costello & the Attractions: Live at The Nashville Rooms op 7 augustus 1977.

De albumhoes is ontworpen door Barney Bubbles. Op de voor- en achterkant staat een zwart-witfoto van Elvis Costello met een gitaar in de hand en met X-benen. Door zijn uiterlijk (zware bril) lijkt hij op Buddy Holly. Op de voorkant staan rondom de foto kleine, zwarte blokjes met de letters van de tekst Elvis is king. De foto op de achterkant staat afgedrukt tegen een lichtgroene achtergrond met in rode letters de tracklijst. Er staan geen credits vermeld op de hoes. Ook bij de latere versies van dit album staat weinig informatie op de hoes.

## Ontvangst
Het album My Aim Is True werd erg gunstig ontvangen, zowel door de kopers als de recensenten. 
- De Amerikaanse site AllMusic waardeerde dit  album met vijf sterren (het maximum aantal), evenals het blad Rolling Stone, de Rolling Stone Album Guide en het Britse tijdschrift Uncut.
- Op de lijst van The 500 Greatest Albums of All Time van Rolling Stone (2003) stond My Aim Is True op nummer 168.
- In het Amerikaanse online magazine Pitchfork (2004) stond dit album op # 37 van de Top 100 albums van de jaren zeventig.
- In de Verenigde Staten werden meer dan 1.000.000 platen verkocht van dit album (platina).
- Op de lijst van 50 beste new wave platen (van het magazine Paste.com) kwam My Aim Is True als nummer  1 uit de bus.
- Het album kwam in de Amerikaanse Billboard Top 200 Albumlijst op nummer 32.
- In Groot-Brittannië haalde het album een veertiende plaats en de single Watching the detectives een vijftiende plaats.
- Muziekkrant OOR koos deze plaat als beste album van het jaar 1977 en als nummer 18 op de albumlijst van de jaren zeventig.
- Het album stond in een van de voorlopers van de Nederlandse Album Top 100 vijf weken genoteerd met als hoogste plek # 37.